# Fläckstjärtad hök
Fläckstjärtad hök (Tachyspiza trinotata) är en fågel i familjen hökar inom ordningen hökfåglar.

## Utseende och läte
Fläckstjärtad hök är en liten och ljus hök med i alla dräkter stora vita fläckar på stjärten som gett arten dess namn. Adult fågeln har ljusgrått guvud, en bjärt gul teckning mellan näbb och öga. Undertill är den laxroa på bröstet och vit på buken. Ungfågeln är rostfärgad ovan och gräddfärgad under med kraftig streckning. Lätet är ett unikt "ki-ki-ki-ke-ke-ko". Även ett mjukt "mow" kan höras.

## Utbredning och systematik
Fågeln förekommer på öarna Sulawesi, Talisei, Muna och Butung i Indonesien. Den behandlas som monotypisk, det vill säga att den inte delas in i några underarter.

### Släktskap
Arten placerades tidigare i släktet Accipiter. Genetiska studier visar dock att släktet så som det traditionellt är konstituerat är parafyletiskt, där kärrhökarna i Circus är inbäddade, men också släktena Erythrotriorchis och Megatriorchis. För att kärrhökarna ska kunna behållas i ett eget släkte delas därför Accipiter delas upp i flera mindre släkten, däriblamd Tachyspiza.

## Levnadssätt
Fläckstjärtad hök hittas i högväxta skogar i låglänta områden och lägre bergstrakter. 

## Status och hot
Arten har ett stort utbredningsområde, men tros minska i antal, dock inte tillräckligt kraftigt för att den ska betraktas som hotad. Internationella naturvårdsunionen IUCN listar arten som livskraftig (LC).